# Brouwerij Barbry

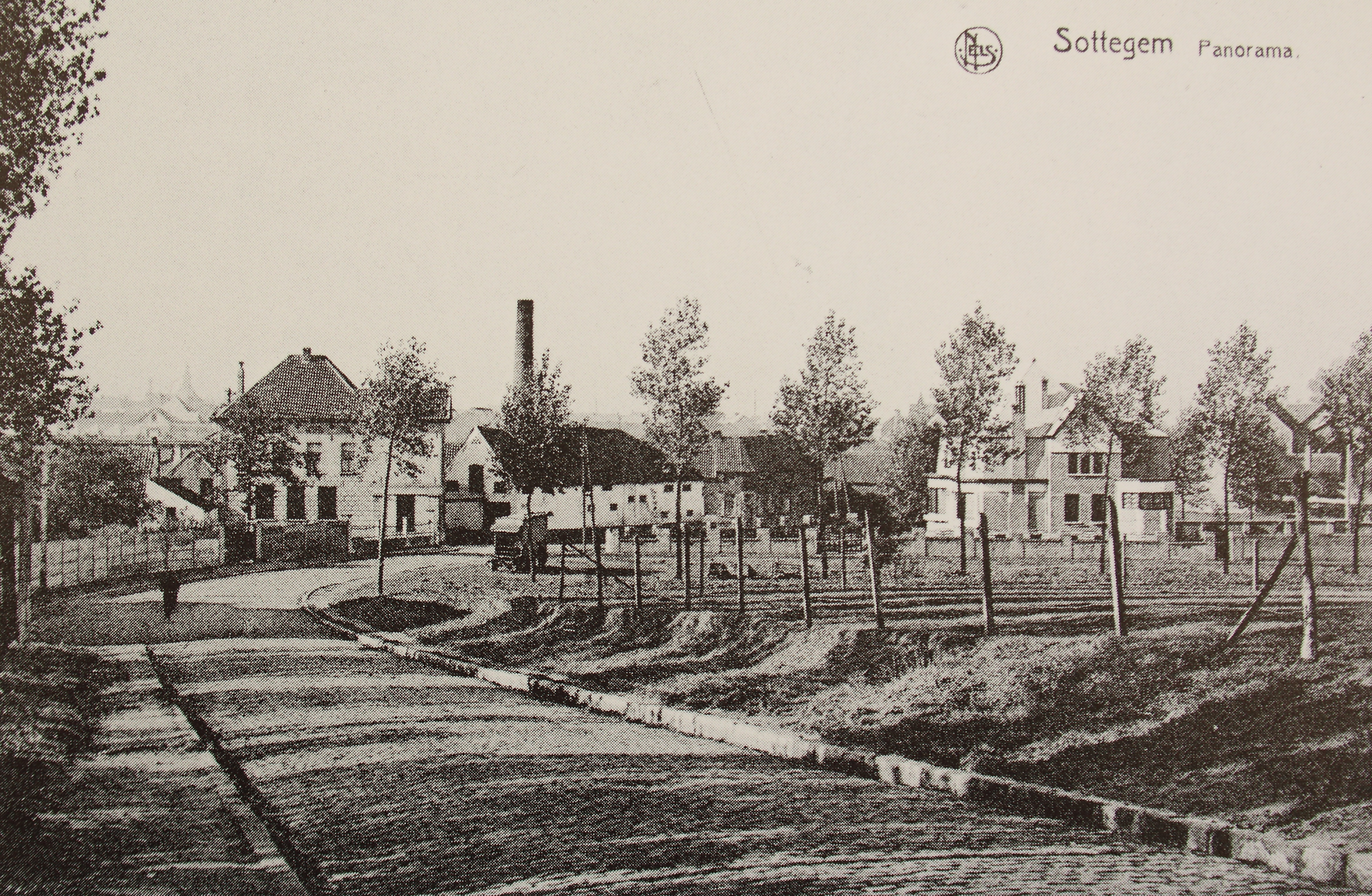
Brouwerij Barbry gezien vanaf de Grotenbergestraat

Brouwerij St.-Louis ofwel Brouwerij Barbry is een voormalige brouwerij in het Belgische Zottegem die actief was van 1940 tot 1954.

## Bieren[1]
- Blond
- Gewoon
- Kriek
- Skole
- Sottegemsch Bier
- Special